# Pótlóbusz
A pótlóbusz olyan (többnyire ideiglenes) autóbuszjárat, amely más, többnyire kötöttpályás közösségi közlekedési eszköz (villamos, metró, vasút, trolibusz vagy – szárazföldi útvonalak, rakpartok, hidak igénybevételével – akár hajó) pótlására, útvonalukon az utasok elszállítására szolgál üzemzavar vagy felújítás esetén. Két fajtája a tervezett (időzített karbantartás, felújítási munkálatok idején közlekedő) és az operatív (előre nem látható események, pl. baleset, műszaki meghibásodás miatt üzembe állított) pótlás.
Sajátos fajtája az állomáspótló, amely egy üzemelő, de elterelt, szakaszokra bontva közlekedő  vagy valamely állomáson megállás nélkül áthaladó viszonylat felhagyott megállójának elérését biztosítja, általában egy vagy több közeli, az eredeti járat által is érintett állomástól.